# 會稽區
| 地圖                                        |
| ------------------------------------------- |
| 會稽區 市中區 埔子區 大樹林區 蘆竹區 龜山區 |

會稽區（又稱大檜溪區）是台灣桃園市桃園區的五個次分區之一，位於桃園區東北部，與區內其他三個次分區接壤：西面的市中區與埔子區、南面的大樹林區；北、東面則為桃園區邊界，僅北面一小部分與蘆竹區鄰接，其餘皆與龜山區接壤。
會稽區在過去是農田和漁塭遍布、人口稀少的鄉村地區，後來隨著桃園迅速發展，這裡逐漸成為桃園區重要的工業區。隨著小檜溪市辦重劃區(又名青溪特區)設立，區內出現大量新建案，人口快速長升，成為桃園新興住宅區。

## 範圍

### 傳統地域
會稽區涵蓋了日治時期（1920年以後）新竹州桃園郡桃園街的以下大字：
- 大檜溪全境（於民國時期改稱會稽，會稽區的名稱即取自於此）
- 小檜溪全境
- 水汴頭全境
- 大樹林東北一小部分

### 區劃人口
會稽區涵蓋了今日桃園區的19里，面積為9.9704km²：
|                                              |                                              |                                     |                                   |
| - 朝陽里 - 青溪里 - 成功里 - 三民里 - 忠義里 | - 福元里 - 三元里 - 大興里 - 會稽里 - 檜樂里 | - 大業里 - 大有里 - 寶山里 - 寶民里 | - 汴洲里 - 東門里 - 東山 - 萬壽里 |

截至2021年3月31日，會稽區的人口為96,640人，人口密度為9,693人/km²。會稽區是五個次分區中人口密度最低者。

## 經濟

### 工業
北部特定工業區的南半部位於會稽區。

### 商業
會稽區的商業活動主要聚集在與市中區相鄰的區域，以及大有路、寶山街沿線。

## 交通

### 公路
- 高速公路系統
  - 49 桃園桃園交流道（南崁交流道）：實際位於鄰近的蘆竹區。

- 區域道路系統
  - 台1線：三民路
    - 台1甲：萬壽路

  - 台4線：三民路 - 春日路
  - 市道110號：春日路

- 地方道路系統
  - 桃11線（成功路）：前往市中區或林口區。
  - 經國路：前往埔子區、南崁。

### 鐵路
桃園捷運
- 棕線（行政院可行性報告核定）：BRH02站

## 教育

#### 高級中等學校
- 桃園市立桃園高級中等學校
- 國立臺北科技大學附屬桃園農工高級中等學校

#### 國民中學
- 桃園市立青溪國民中學
- 桃園市立大有國民中學
- 桃園市立會稽國民中學

#### 國民小學
- 桃園市桃園區東門國民小學
- 桃園市桃園區青溪國民小學
- 桃園市桃園區會稽國民小學
- 桃園市桃園區大有國民小學
- 桃園市桃園區大業國民小學
- 桃園市桃園區快樂國民小學

### 圖書館
- 桃園市立圖書館會稽分館

## 旅遊

### 公園
- 虎頭山公園
- 虎頭山環保公園
- 虎頭山創新園區
- 大有梯田公園
- 南昌森林公園
- 三民運動公園

### 名勝古蹟
- 桃園孔廟
- 桃園忠烈祠
- 鎮撫宮

### 商場
- JC PARK桃園春日館

## 外部連結
- 桃園區公所網站行政區劃表 （页面存档备份，存于）
- 桃園區公所全球資訊網--桃園史誌 （页面存档备份，存于）